# Distrito de Chota
El distrito de Chota es uno de los diecinueve distritos  que conforman la provincia de Chota ubicada en el departamento de Cajamarca, en el Norte del Perú. 
Limita por el Norte con los distritos de Chiguirip y Conchán; por el Oeste con el distrito de Lajas; por el Sur con el distrito de Bambamarca (Hualgayoc); y, por el Este con el distrito de Chalamarca.
Desde el punto de vista jerárquico de la Iglesia católica forma parte de la Prelatura de Chota, sufragánea de la Arquidiócesis de Piura.

## Historia
En la historia pre incaica de Chota se nota con bastante precisión influencia Chavín primero y Mochica después.La ciudad de Chota se remonta a la época preincaica e incaica, perteneció al corregimiento de los Huambos en 1777, fue fundado el 1° de noviembre de 1559 y se reconocía con el nombre de “Todos los Santos”. La proclamación de la independencia de Chota, fue el 12 de enero de 1821, por el alcalde Sr. Inocencio Consanchillón, el 6 de febrero de 1821, recibe el nombre de provincia según el señor Horacio Villanueva en el estatuto provisional dado por José de San Martín durante el protectorado.
Durante la guerra con Chile, después de la batalla de San Pablo, ingresaron los araucanos a Chota, el pueblo decidió envenenar las aguas del Colpamayo, los chilenos ordenaron el incendio de Chota, El 29 de agosto de 1882, la ciudad de chota fue incendiada por las tropas Chilenas y en represalia por la derrota que sufrieron en San Pablo y al considerarla como el cuartel del norte. Miles de casas cayeron, la iglesia también fue incendiada, salvándose la Imagen de la Patrona, María Inmaculada,  cuyo dogma fue proclamado el día 8 de diciembre.
Fuente: http://turismo.regioncajamarca.gob.pe/CajamarcaWWW/provincias/Chota/Historia.htm
Más información y datos de la ciudad de Chota en: https://cronicasdechota.blogspot.com/

## Geografía
Se encuentra ubicado en la parte central de la provincia, en la región andina norte del Perú. Su capital se encuentra en la meseta de Acunta a 2,388 msnm y a 150 km al norte de Cajamarca o a 219 km al este de Chiclayo, Lambayeque.

### Hidrografía
El territorio del distrito en mención está irrigado por cuencas de corta extensión y que en su conjunto forman la cuenca de Río Chotano.

#### Ríos
- Río Chotano. Nace entre los cerros Chiquirilla y Condorcancha cerca del caserío de Yuracyacu y desciende hacia el noreste; pasando al sur de la capital, para luego ingresar al distrito de Lajas, sus afluentes en el distrito de Chota son, por la margen derecha el Colpamayo, San Mateo y Doñana y por la margen izquierda el río Lopesmayo y Sucsacucho.
- Río Doñana. Es también conocido con el nombre de Yayuyacu, se une con el río Chotano en el lugar denominado El Paraíso.
- Río Yanayacu. Este río nace en el cerro Clarinorco, describe un recorrido de sur a norte para desembocar en el río Chotano. Las aguas de ese río han sido desviadas a través de un canal para abastecer a la central hidroeléctrica de “agua blanca”, que por mucho tiempo suministro de alumbrado eléctrico a la ciudad de Chota y actualmente a las comunidades de Cabracancha, Chimchin y Yuracyacu.
- Río Bebedero, ubicado el sector de Vista Alegre (Yuracyacú).
- Río Rangranillo. Nace en la comunidad de Cuyumalca, su recorrido lo realiza de este a sur; desemboca en el río Chotano en el sector de San Francisco, Es importante porque en su transcurso superior sus aguas son canalizadas en meses de verano para aprovecharlas en riegos.

#### Lagunas
No se cuenta con la presencia de grandes lagunas, destacan: La Laguna Amarilla en Samangay, la Laguna de los Echeniques en Conga Blanca, las Lagunas de Huantay en el sector de Atoctambo.

### Topografía

#### Pisos ecológicos
El relieve del distrito de Chota es un poco accidentado, teniendo en cuenta las altitudes que comprenden los pisos ecológicos (Regiones Naturales), su territorio corresponde a la yunga fluvial, sin embargo, por las características que presenta su floresta, su clima, sus plantas y animales, se considera dentro de la región Quichua o Quechua.
Las partes más altas tienen características de la región Suni.

#### Picos
Las montañas más elevadas lo constituyen los cerros que circundan a la meseta de Acunta, dentro de ellos los más conocidos:
- El Clarín. Ubicado hacia el sur entre las comunidades de Yuracyacu y Castorcancha, conlindando con Silleropata.
- El Shingeray. Ubicado hacia el sur delante del Clarín, cerca de la comunidad de Castorcancha.
- El Tcuchac. Se ubica hacia el suroeste como frontera entre las comunidades de Cabracancha y Lingán Pata.
- El Huayrac. Se ubica hacia el este del distrito en la comunidad de Condorpullana.
- El Condorcaga. Ubicado al norte del distrito en la comunidad de Chuyabamba.
- El Cerro Shotorco. Ubicado en la comunidad del mismo nombre.
- El Gavilán. Ubicado al este de la ciudad de Chota en la comunidad de Colpatuapampa.

#### Valles
El valle ubicado a ambas veras del río Chotano, el valle Doñana formado por el río del mismo nombre; siendo su principal característica de estos valles su clima cálido, con la presencia de lluvias y la utilización de riego en verano; que determinan una gran producción de cereales, hortalizas, leguminosas y tubérculos.

#### Mesetas
La principal meseta de este medio es la Acunta, donde se ubica la ciudad de Chota, extendiendo además las planicies de Pampa Grande y Chuyabamba.

## Clima
La mayor parte del territorio, es de clima templado; sin embargo en las partes más bajas (Tuctuhuasi - Valle Doñana) el clima templado presenta una ligera variación al templado caluroso; mientras que en las partes más altas como: Sitacucho, Lingán, Silleropata, Negropamapa, Chaupelanche, Progreso Pampa, Condorpullana, Colpatuapampa, Huayrac, Shotorco, La Palma, es un clima templado frío.
Las épocas de lluvias son de noviembre a abril, y su épocas de sequía de mayo a octubre.
La temperatura promedio es de 17.8 °C.

## Capital
Tiene como capital a la ciudad de Chota.

## Población
Chota tiene una población de 168 000 habitantes aproximadamente con una densidad de 51,8 hab./km²

## Atractivos turísticos
Museo del instituto Pedagógico Nuestra Señora de Chota: Este museo expone bienes culturales de cerámica de culturas prehispánicas de Cajamarca y de otras regiones de la costa. Lunes a viernes de 9 a. m. a 1 p. m. Jr. Atahualpa 106.

En la provincia de chota existen varios lugares naturales: En estos lugares se pasan los momentos más felices de tu vida en contacto directo con la naturaleza y respirando un aire puro, para más detalle has clic en: LUGARES TURÍSTICOS DE CHOTA

## Autoridades

### Municipales
- 2015 - 2018[2]
  - Alcalde: Neptali Ticlla Rafael, del Partido político movimiento Afirmación Social(MAS).
  - Regidores: Otros

### Policiales
- Comisario: PNP

### Religiosas
- Prelatura de Chota[3]
  - Obispo Prelado: Mons. Fortunato Pablo Urcey, OAR

## Festividades
La principal fiesta es la de San Juan, que se celebra el 24 de junio y la más destacada. Reúne a muchos visitantes procedentes de otras ciudades del país. Se caracteriza por que se realizan las corridas de toros, en el Coso "El Vizcaíno". 
Fiesta Patronal Santa Rosa de Lima, la que se desarrolla en el CP. de Cabracancha del mismo distrito de Chota, el cual se celebra el 30 de agosto y está ubicado a 10 minutos de la ciudad en donde podemos observar su hermosa campiña verde durante todo el año, por la razón que es aquí donde nace las aguas del Río Chotano que este es el mismo afluente del Marañón y de allí al Amazonas.

## Transporte
- Trasportes Delgado Rodríguez SAC.
- Burga Express.
- Ángel Divino.
- Transportes Acunta.
- Turismo Chota.
- Royal Palace´s.
- Turismo Atahualpa.